# アモン (悪魔)

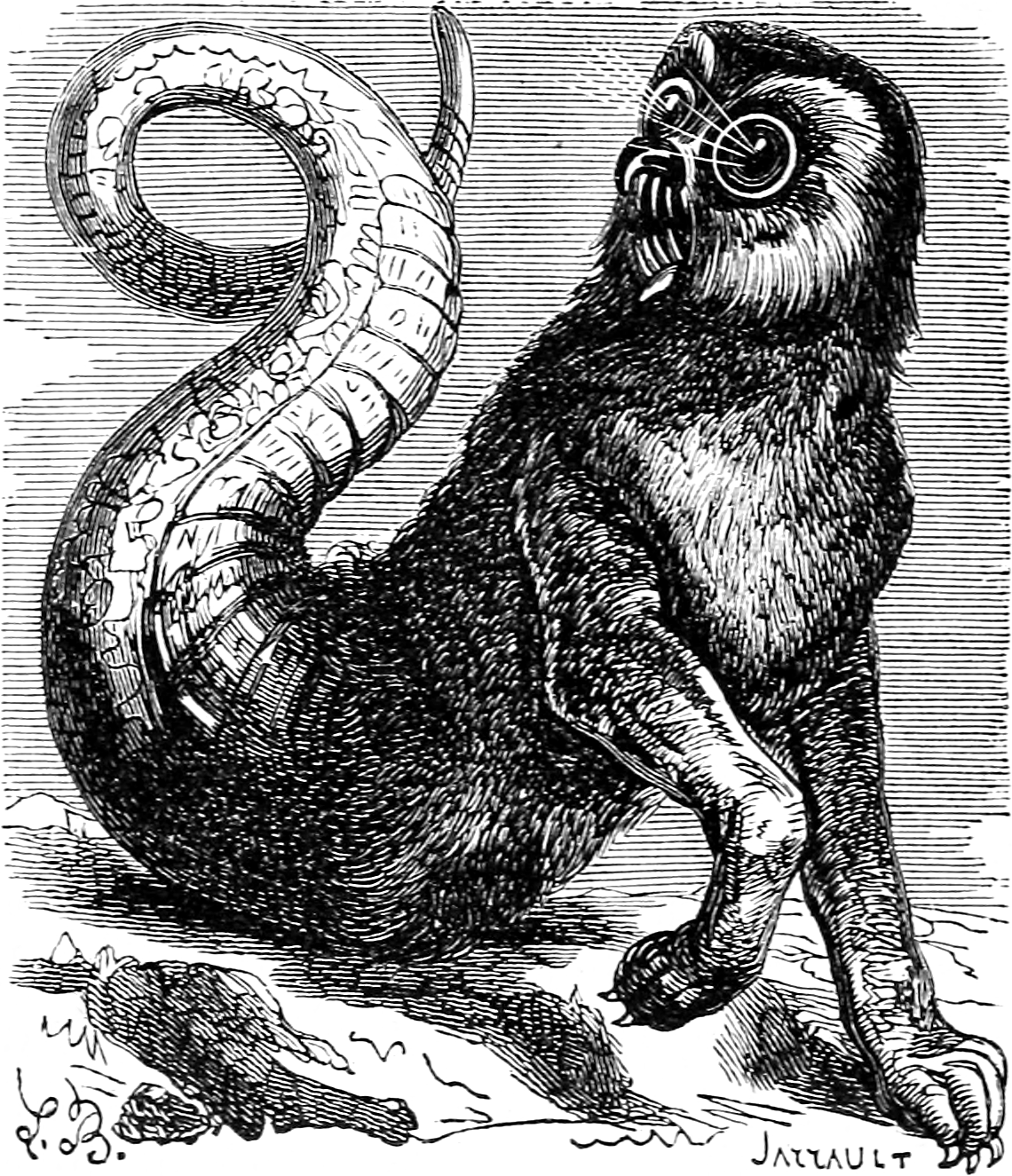
コラン・ド・プランシー著『地獄の辞典』の挿絵におけるアモンの姿

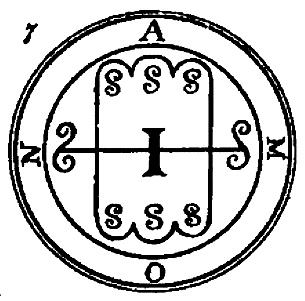
『ゴエティア』に記載されたアモンのシジル

アモン(Amon, Aamon)は、ヨーロッパの伝承あるいは悪魔学に登場する悪魔の1体。悪魔や精霊に関して記述した文献や、魔術に関して記したグリモワールと総称される書物などにその名が見られる。

## 概要
ネーデルラント出身の医師・文筆家であるヨーハン・ヴァイヤーが記した『悪魔の偽王国』、イギリスの地方地主レジナルド・スコットが記した『妖術の開示』、およびイギリスに古写本が残存しているグリモワール『ゴエティア』によれば、40個軍団の悪魔を配下に置く序列7番の大いなる侯爵であるとされる。
また、18世紀頃に流通していたグリモワール『大奥義書』によるとサタナキアという悪魔の配下にあるという。
悪魔の君主の中で最も強靭であるとされる。口元から炎を吐き出しヘビの尾を持つ狼の姿で現れるが、魔術師が人間の姿を取ることを命じると、口元から犬の牙を覗かせたワタリガラスまたはゴイサギの頭を持つ男性の姿を採るという。コラン・ド・プランシーの『地獄の辞典』の挿絵ではフクロウの頭と狼の胴と前足、蛇の尾を持つ姿が描かれている。
自分を召喚した者に過去と未来の知識を教え、人同士の不和を招いたり逆に和解させたりできるという。
鳥の頭部を持つ姿と名前の類似性から、フレッド・ゲティングズはアモンをエジプト神話に登場する神アムンが悪魔として解釈された存在ではないかと推論している。コラン・ド・プランシーも『地獄の辞典』において、アムンと同一視している。 
『悪魔の事典』の著者フレッド・ゲティングズは、とあるグリモワールで鳥の双頭をもつ悪魔として描かれたデーモン王マイモン (Maymon) を、七つの大罪の一つ「強欲」を司る悪魔マモンの転訛した名とし、『ゴエティア』や『ホノリウスの書』などに登場する四方の王の一人アマイモンとも同一視しているが、このマイモンのイメージは鳥の頭をもつ悪魔アモンのイメージに由来しているのではないかと指摘した。しかし、悪魔アモンの名がエジプト神格に由来すると考えられるのに対し、マモンはシリア語で「富」を意味する単語であり、また、アマイモンの名前はギリシア語の「熱望する」を意味する単語に由来するとされている。